# Пистолет Вери
Пистолет Вери (Very pistol) — сигнальный пистолет, разработанный Эдвардом Уилсоном Вери в 1878 году.

## История создания
Лейтенант ВМФ США Эдвард Вери создал свой сигнальный пистолет в конце 1870-х годов и запатентовал конструкцию 21.06.1878 года. Пистолет предназначался для подачи световых сигналов, система которых также была разработана Вери.
"Пистолет Вери" в английском языке стал общепринятым синонимом сигнального пистолета. Обороты signal pistol или Very pistol взаимозаменяемы, даже когда идёт речь о совсем других образцах сигнальных пистолетов.

## Конструкция
Пистолет Вери имел калибр 1,5 дюйма (38,1 мм) и изготавливался из бронзы.
Ствол — гладкий, нарезы отсутствуют. Заряжание осуществлялось посредством поворота блока ствола в горизонтальной плоскости (сходная система заряжания и запирания ствола существовала на ряде разновидностей пистолетов «Дерринджер»). В боевом положении ствол фиксировался пружинными стопорами, размещёнными в рамке.
Ударно-спусковой механизм — курковый.

## Страны-эксплуатанты
Сигнальные пистолеты Вери служили в разных странах мира по меньшей мере до 1940-х годов.
- США — был принят на вооружение ВМС США в 1882 году под названием U.S.Navy Model of 1882
- Британская империя — выпускался небольшим тиражом в Британской империи под названием DYER & ROBSON MODEL 1882.
- Российская империя — использовался на флоте Российской империи. Испытания пистолета и его сравнение с российским сигнальным револьвером Пестича проводились в 1880 году в Финском заливе. Пистолет Вери показал более удовлетворительные результаты — высота выстреливания звёздки достигала 60 метров, звёздка горела в течение 5-6 секунд и была видна на расстоянии до 20 кабельтовых. Совместное заседание Учёного и Артиллерийского отделений Морского Технического комитета пришло к заключению: «Сигнальная система Вери показала полную удовлетворительность для отдалённых сигналов»[1].
- В Австро-Венгрии назывался Marine-Signalpistole Muster, 1882 и имел уменьшенный до 26,5 мм калибр. После распада Австро-Венгрии, использовался во флоте Королевства Югославия[3].